# Julien Dillens
Pour les articles homonymes, voir Dillens.
Julien Dillens, est un sculpteur belge né le 8 juin 1849 à Anvers et mort le 24 décembre 1904 à Saint-Gilles.

## Biographie

### Famille
Julien (Julianus Henricus) Dillens, né à Anvers le 8 juin 1849, est le fils du peintre Henri Joseph Dillens (1812-1872), et de Marie Catherine De Rudder (1815-1866). Ses frères sont le peintre Albert Dillens (1844-1915), l'architecte Frédéric Dillens (1846-1891), ainsi que le sculpteur Gustave Dillens (1852). Le poète Theophiel Coopman, par son mariage avec Marie Louise Dillens, est le beau-frère de Julien Dillens. 
Le 6 décembre 1894, Julien Dillens épouse à Saint-Gilles Clémence Joséphine Françoise Dries (née en 1846). Parmi les témoins des noces figurent Léon Frédéric, Jules Lagae et Léon Herbo. Le couple n'a pas d'enfant.

### Formation
Dès son plus jeune âge, Julien Dillens fréquente les milieux artistiques bruxellois, grâce à son père Henri Joseph Dillens, peintre, établi à Schaerbeek en 1854, puis à Ixelles en 1867, et à son oncle Adolphe-Alexandre Dillens. 
À partir de 1861, Julien Dillens est élève à l'Académie royale des beaux-arts de Bruxelles, où il commence par suivre les cours de dessin appliqué à l'industrie, puis, en 1864, il fait partie de la classe de fleurs et fruits jusqu'en 1867. Il bénéficie de l'enseignement d’Eugène Simonis, mais il ne se laisse pas influencer par les goûts gréco-romains de son professeur qu'il estime surannés. À partir de 1870, il travaille durant plusieurs années sous les ordres d'Albert-Ernest Carrier-Belleuse à l'ornementation du Palais de la Bourse de Bruxelles. Durant quelque temps, dans le cadre de ce chantier, il sculpte en compagnie Auguste Rodin, qui devient son ami. Julien Dillens réalise diverses sculptures, comme la frise représentant les corps de métiers bruxellois, des bas-reliefs, des mascarons et des médaillons.
Concomitamment à ses activités statuaires dans l'espace urbain, Julien Dillens commence à exposer aux salons triennaux belges : Un buste d'enfant au Salon d'Anvers de 1870. Il envoie un buste en marbre, Un gamin, accueilli favorablement par la critique qui estime l'œuvre charmante et empreinte de nature, au Salon de Bruxelles de 1872. Paradoxalement, c'est un prix spécial de peinture que le sculpteur reçoit pour sa peinture murale Donnez à manger à ceux qui ont faim et à boire à ceux qui ont soif exposée au Palais des Académies lors des fêtes de septembre de 1874. Sa première œuvre, à caractère plus personnel, est L'Énigme exposée au Salon de Bruxelles de 1875 qui suscite dans certains journaux, comme La Flandre libérale, une critique sévère, jugeant hideuse la femme représentée en plâtre dans une composition malsaine, tandis que L'Écho du Parlement y voit une « grenouille rampante ».
Lauréat du prix de Rome belge en 1877, grâce à son Chef gaulois fait prisonnier des Romains, il se rend, conformément au règlement, en Italie, afin de s'y perfectionner durant quatre ans. Il demeure durant deux ans à Florence.

### Carrière
En 1881, Julien Dillens rejoint le cercle artistique L'Essor, dont il devient peu après le président.
Auteur, entre autres, du Monument à Éverard t'Serclaes et de La Porteuse d'eau, il est considéré comme le grand maître de la sculpture belge par ses contemporains. Il bénéficie de nombreuses commandes officielles et une partie importante de son œuvre reste visible dans l'espace public de Bruxelles. Le 1er octobre 1898, Julien Dillens devient professeur à l'Académie des beaux-arts de Bruxelles, où il forme notamment Eugène Jean de Bremaecker et Louis Van den Eynde.
Franc-maçon, il est membre de la loge des Vrais Amis de l'union et du progrès réunis du Grand Orient de Belgique. Il est l'auteur de la médaille commémorant le centenaire des Chapitres des vrais amis de l'Union et du Progrès réunis et des Amis philanthropes (1900).
Atteint d'un cancer, Julien Dillens meurt, à l'âge de 55 ans, rue Saint-Bernard no 51, à Saint-Gilles, le 24 décembre 1904. Ses funérailles civiles ont lieu, quatre jours plus tard, en présence de nombreux artistes, des autorités civiles, dont le bourgmestre de Bruxelles et des membres des académiques et maçonniques. Après que onze discours sont prononcés, il est inhumé au cimetière de Saint-Gilles,.

## Œuvre
- Bruxelles[12] :
  - Monument à Éverard t'Serclaes, 1902 ;
  - Justice entre la Clémence et le Droit, 1881, Palais de Justice ;
  - La Magistrature communale et La Ville de Bruxelles reconnaissante, 1897, statues en bronze ornant la fontaine Anspach, place de Brouckère ;
  - L'Architecture et Neptune sortant des eaux, sgraffites sur la façade de l'hôtel Goblet d'Avillia (Octave Van Rysselberghe, 1882 ;
  - Persée, 1894, aux Musées royaux des Beaux-Arts de Belgique ;
  - Bernard Van Orley aux Musées royaux des Beaux-Arts de Belgique ;
  - Bourse, figure tombale au Musée de la ville de Bruxelles ;
  - Georges Brugmann, vers 1900, Square Van Gehuchte (Hôpital Brugmann)  ;
  - Louis Lepoutre, cimetière d'Ixelles ;
  - La Porteuse d'eau, 1900, Barrière de Saint-Gilles ;
  - Le Droit, Le Travail, hôtel de ville de Saint-Gilles ;
  - Fronton de l’orphelinat d’Uccle ;
  - Figure à genoux, Galerie de Bruxelles ;
  - Deux frontons de l'hôpital des Deux-Alice, préservés lors de la démolition de l'ancienne clinique ;
  - La Source, Le Laurier, Jardin botanique de Bruxelles.
- Gand, statue l'avocat du fronton du palais de Justice[12] ;
- Nivelles, Jean de Nivelles, 1889, palais de justice de Nivelles[12].
- Wavre, Buste d'Alexandre Houbotte, gare de Wavre[12].

Œuvres de Julien Dillens
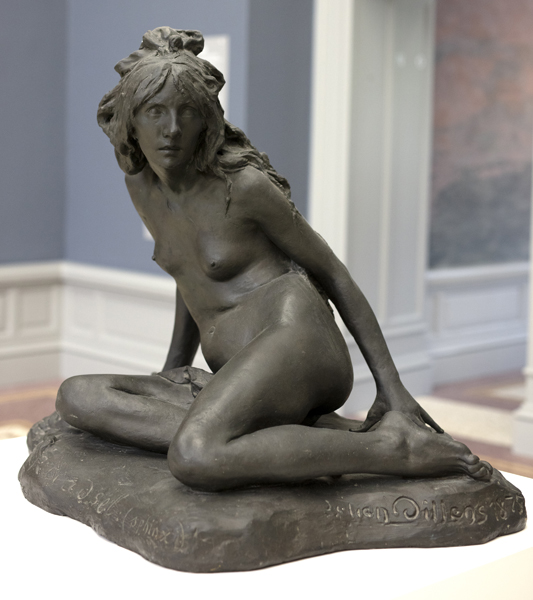
L'Énigme, 1875, Musée des Beaux-Arts de Gand.
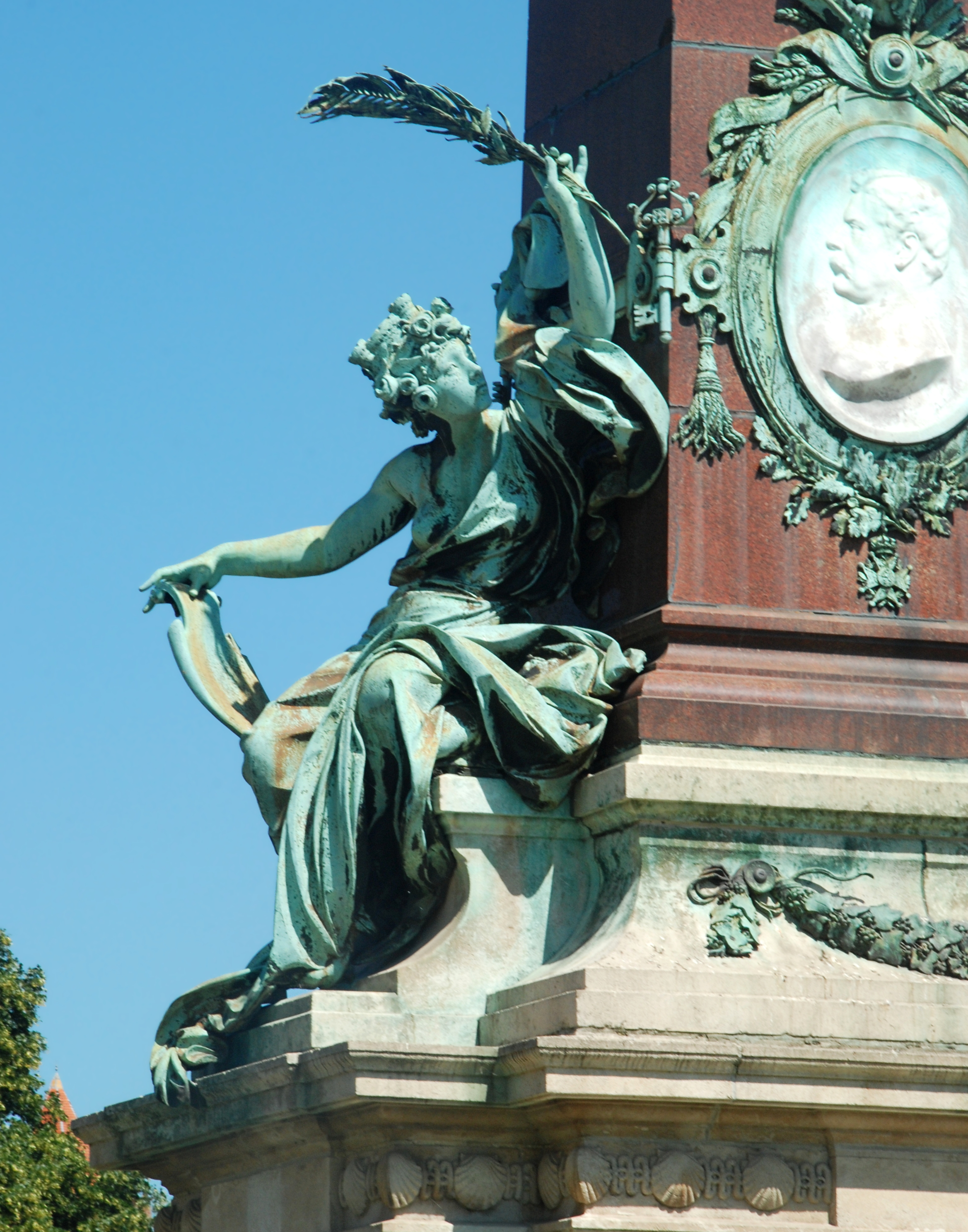
La Ville de Bruxelles reconnaissante, 1897, détail de la fontaine Anspach, Bruxelles.
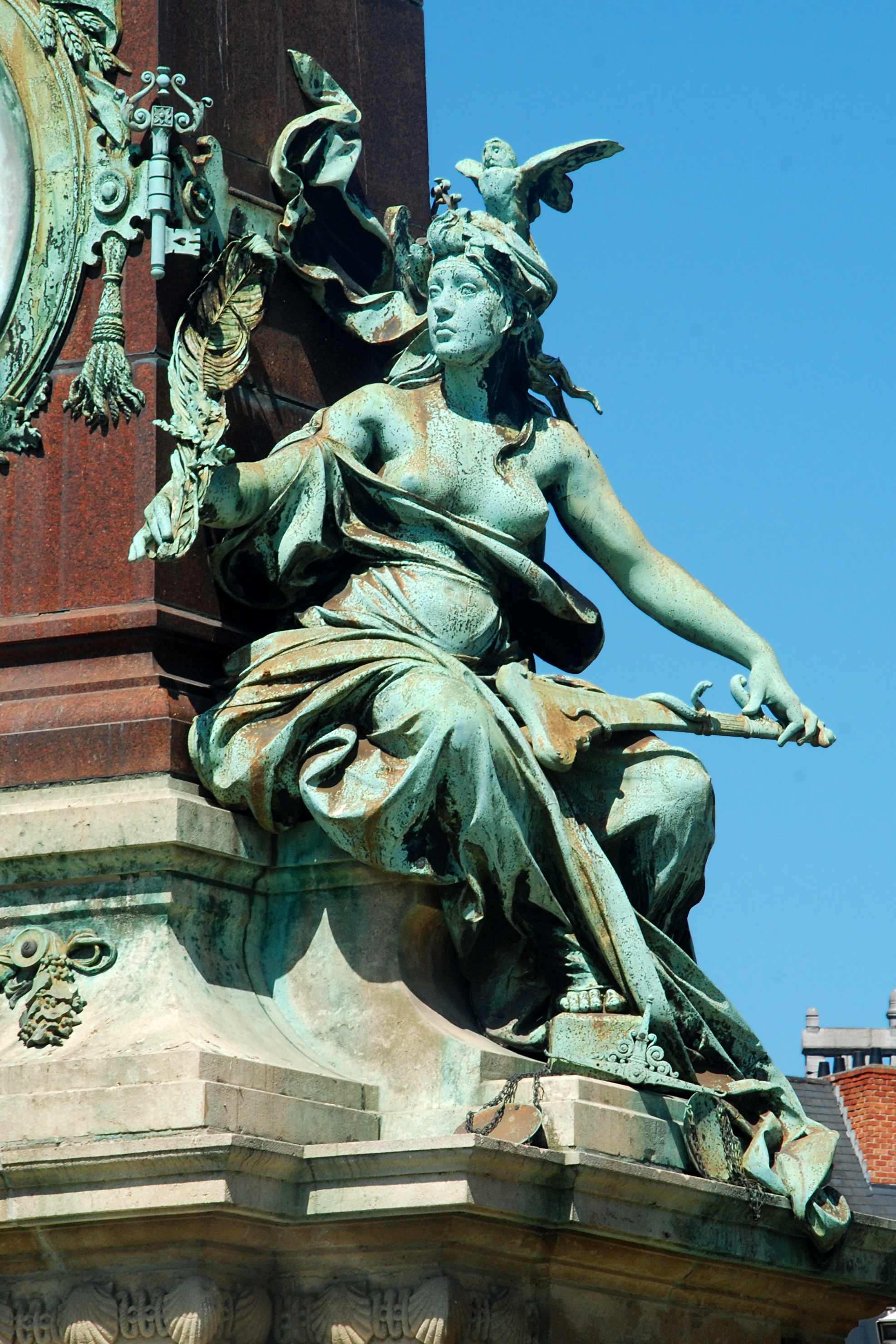
La Magistrature communale, 1897, détail de la fontaine Anspach, Bruxelles.
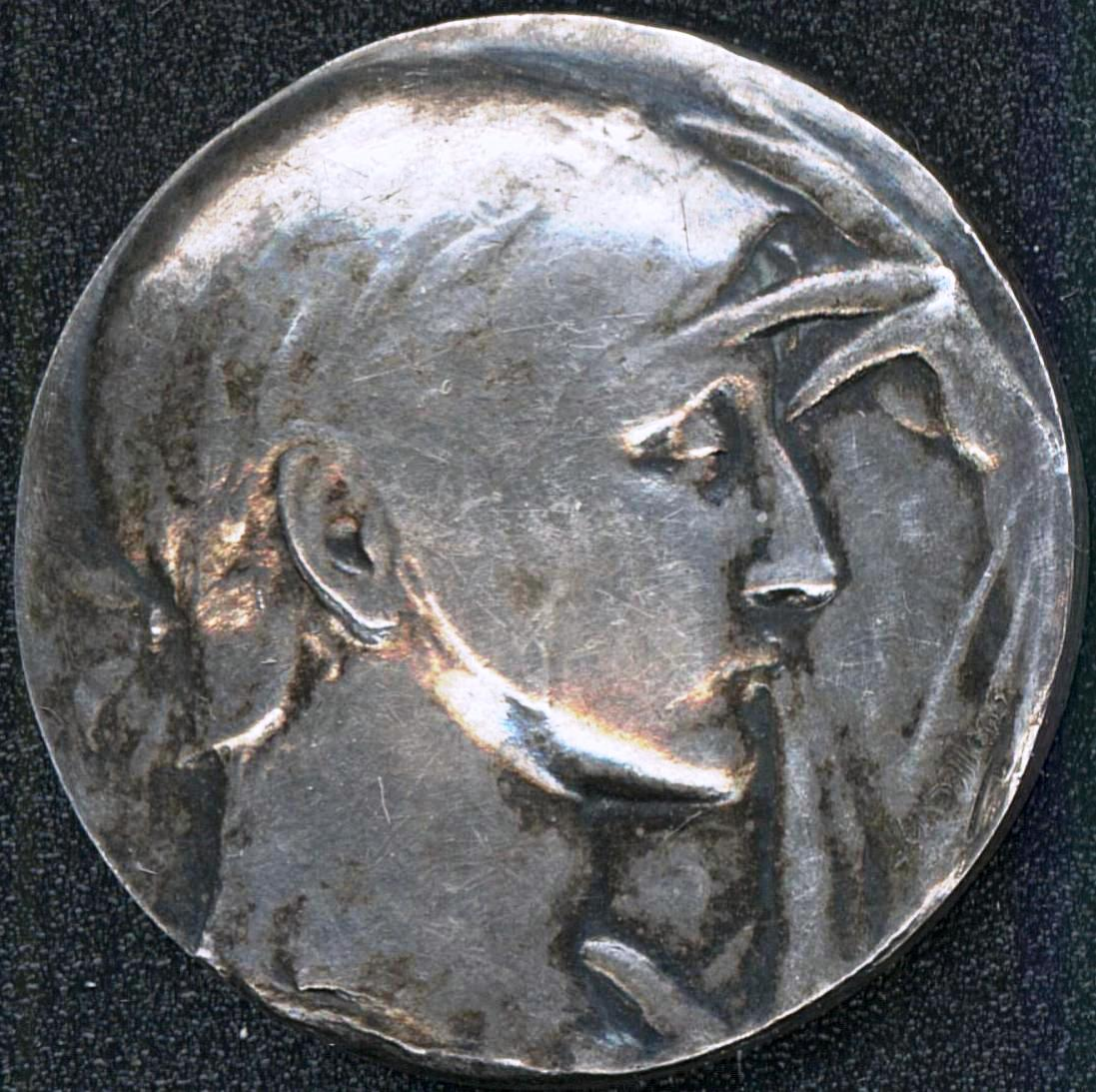
Médaille commémorative du centenaire des Chapitres des vrais amis de l'Union et du Progrès réunis et des Amis philanthropes, 1900, avers.
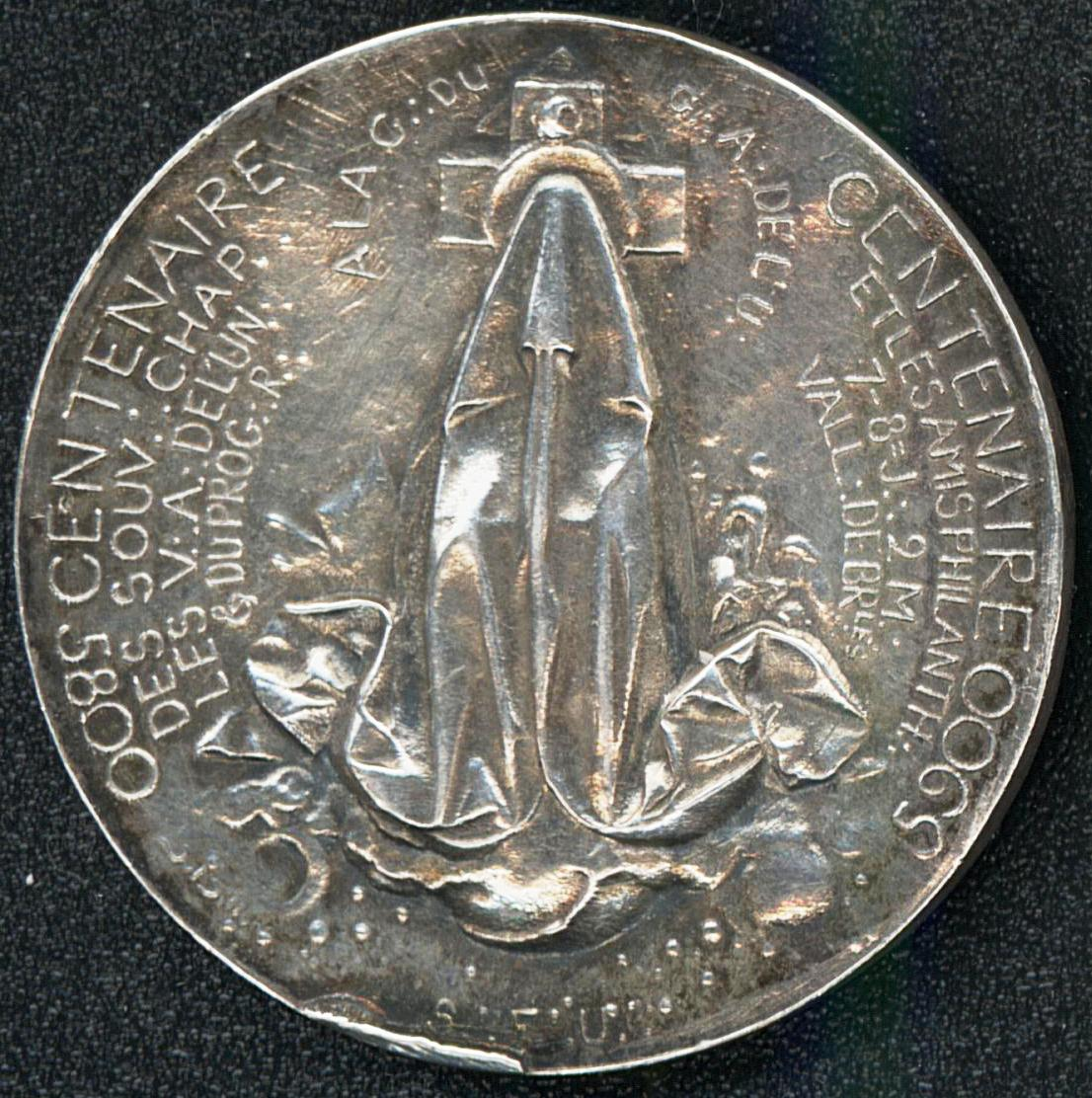
Médaille commémorative du centenaire des Chapitres des vrais amis de l'Union et du Progrès réunis et des Amis philanthropes, 1900, revers.
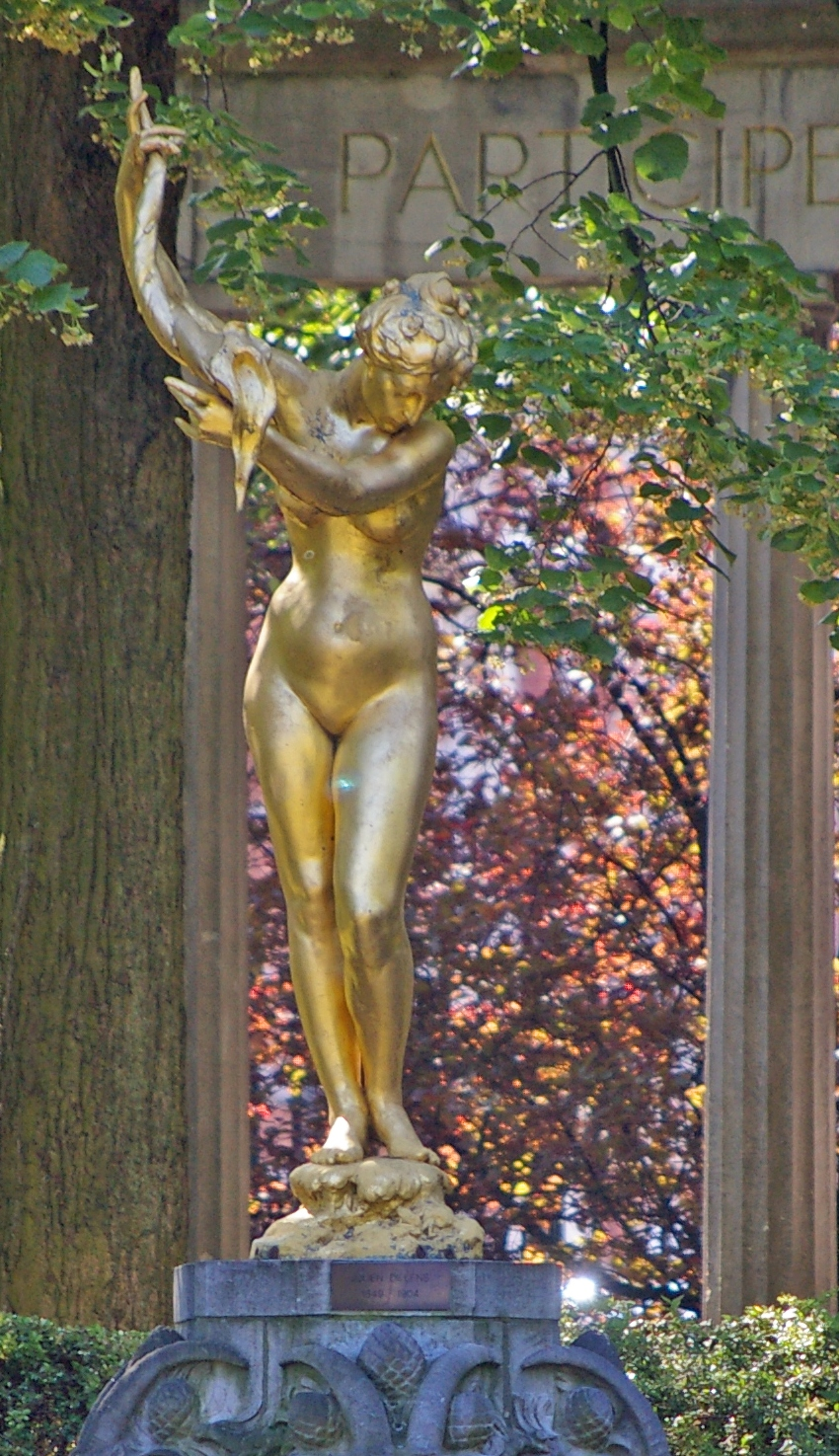
La Source, 1901, Saint-Josse-ten-Noode, square Armand Steurs.
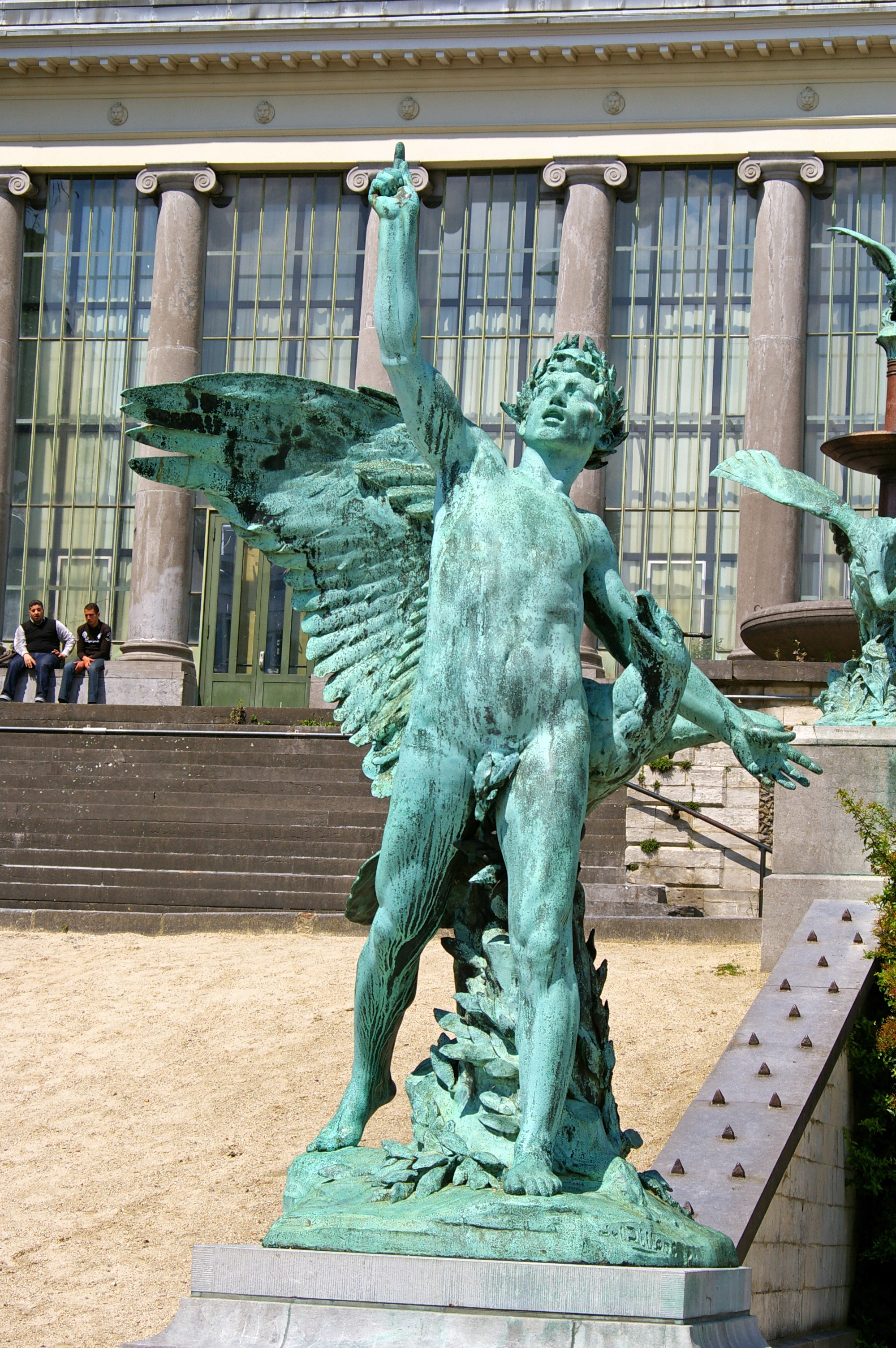
Le Laurier, Jardin botanique de Bruxelles.

## Postérité

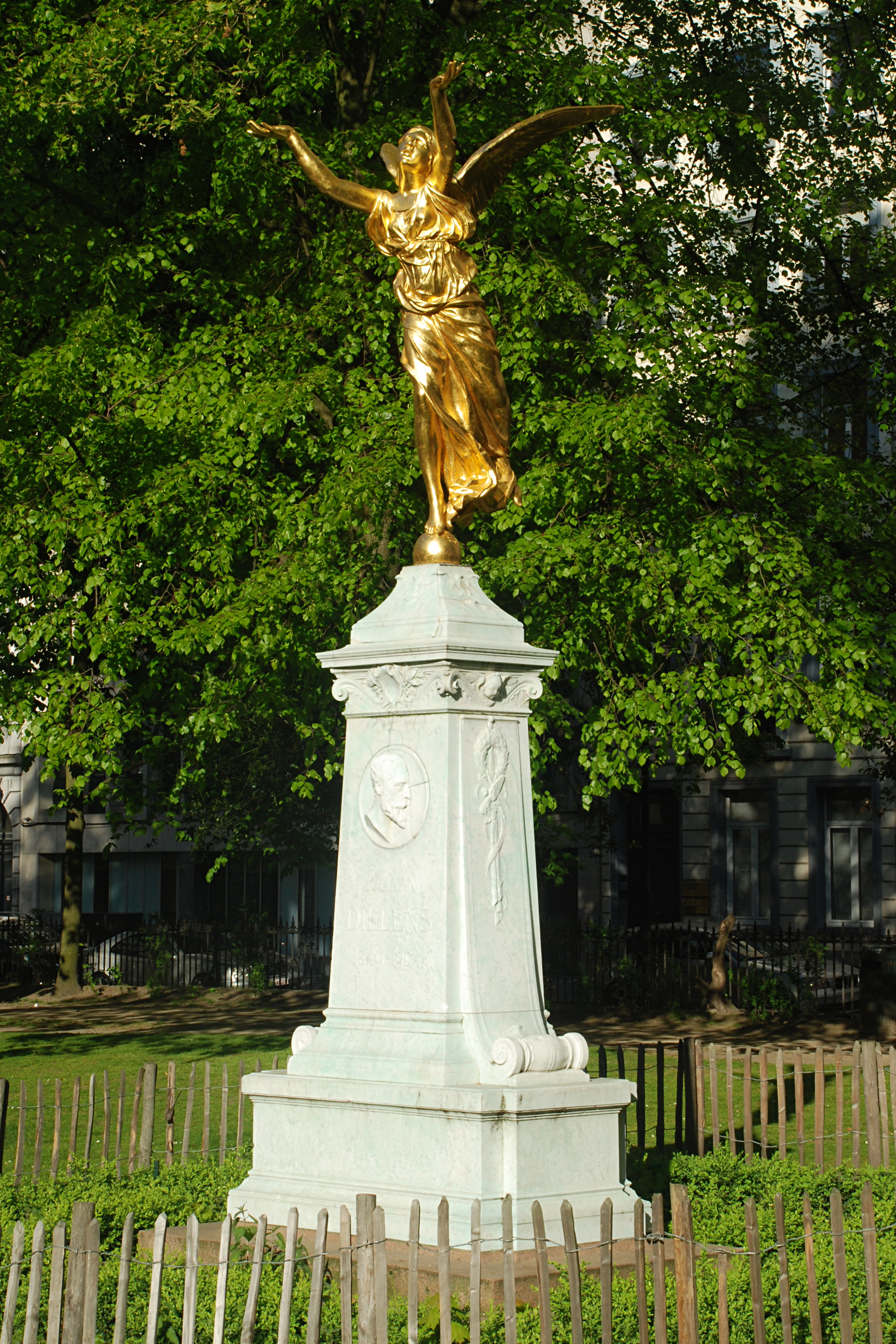
Jules Lagae, Monument Julien Dillens, 1909, Bruxelles, square de Meeûs.

En 1909, un monument du sculpteur Jules Lagae (1862-1931) est élevé à sa mémoire au square de Meeûs. Une médaille a été frappée pour le 40e anniversaire de sa mort.

## Honneurs
- Chevalier de l'ordre de Léopold (31 octobre 1883)[13].
- Officier de l'ordre de Léopold[10].
- Chevalier de l'ordre de la Couronne (février 1901)[10].
- Grand-croix de la Légion d'honneur[10],[14].
- Grand-croix de l'ordre de Saint-Michel, Royaume de Bavière[10].